# Danilo (football, 1980)
Pour les articles homonymes, voir Danilo et Moreira.
Danilo Moreira Serrano dit Danilo est un footballeur brésilien né le 19 août 1980 à São José do Rio Preto (Brésil). Il joue au poste de défenseur avec l'Académica de Coimbra.